# Hantise (série télévisée)
Pour les articles homonymes, voir Hantise (homonymie).
Hantise au Québec, Hanté en France, (A Haunting) est une série télévisée d'anthologies paranormales américaines, présentées sous la forme de docufictions, diffusée sur Discovery Channel en 2002 pour les pilotes et à partir du 28 octobre 2005 pour la première saison.
Au Québec, cette série est diffusée, depuis le 27 août 2006, sur Canal D. Aux États-Unis, elle est diffusée sur Destination America et compte 105 épisodes ainsi que deux épisodes pilotes, d'une heure et demie, tandis qu'au Québec elle en compte 55, car elle englobe les 2 pilotes. En France, la série est diffusée, depuis 2007, sur Planète+ No Limit, anciennement Planète Choc.
La série reprend avec une cinquième saison diffusée sur la chaine Destination America, le 12 octobre 2012, aux États-Unis et sur Canal D au Québec, en janvier 2013. La sixième saison est diffusée, depuis le 29 septembre 2013, sur Destination America.
Le domaine Hantise.com est en vente sur goddady

## Synopsis
Cette série porte sur les phénomènes paranormaux de hantise. Dans la plupart des cas, il s'agit de maisons hantées par des esprits, démons ou toutes autres formes de présences surnaturelles. Les épisodes sont inspirés d'histoires vraies.

## Distribution
Il n'y a aucune distribution d'acteurs régulière, puisque les épisodes sont des reportages d’événements vécus et qu'ils comportent chacun une nouvelle histoire qui n'a souvent pas de lien avec les précédentes. Ces dernières sont accompagnées de commentaires des vraies personnes qui ont vécu les événements. La durée d'un épisode varie de 45 à 90 minutes.

## Épisodes et descriptions
(Les épisodes classés par Imdb)

### Pilotes (2002)
1. Exorcisme au salon funéraire : (A Haunting in Connecticut)

En 1986, Ed et Karen Parker emménagent avec leur famille dans une vieille maison du Connecticut afin d'être près de l'hôpital où leur fils aîné reçoit ses traitements pour vaincre un cancer. Peu de temps après avoir appris que leur maison est un ancien salon funéraire, Paul et Bobby commencent à voir des fantômes. Paul voit des entités démoniaques, dont « l'homme en costume ». Il commence à passer de plus de temps isolé et son comportement devient de plus en plus violent et imprévisible. Il écrit de la poésie noire et viendra à attaquer physiquement sa cousine Theresa. Ed et Karen l'envoient consulter des spécialistes à l'hôpital psychiatrique. Avant son départ, Paul met en garde sa famille, que le démon s'attaquera maintenant à quiconque habite la maison. Quand l'entité attaque le reste de la famille, Ed et Karen, désespérés, ils font appel à Ed et Lorraine Warren pour les aider.
Cette histoire sert de base au scénario du film The Haunting in Connecticut (2009).
2. Visiteurs d'outre-tombes : (A Haunting in Georgia)

En 1988, la famille Wyrick emménage dans une nouvelle maison, qui a été mystérieusement abandonnée par les propriétaires précédents. Peu de temps après, leur fille de quatre ans, Heidi, se fait un ami imaginaire, un gentil vieillard nommé M. Gordy. Plusieurs mois plus tard, Heidi est effrayé par l'apparition d'un homme à la porte d'entrée. L'homme, dont la main est enveloppée dans des bandages et la chemise couverte de sang, se présente comme « Con », mais après enquête, la mère de Heidi est incapable de trouver Con, et le rejette comme un fruit de l'imagination de Heidi. Cependant, peu de temps après cet événement, Heidi commence à voir des images de « la figure sombre », un homme dont le visage est caché par une capuche. La famille pense qu'il y a plus dans la silhouette sombre, que juste l'imagination active d'un enfant, quand Heidi se réveille une nuit avec des griffures sur le visage ; peu de temps après cet incident, son père Andy souffre des mêmes marques sur ses côtes. Toute la famille commence rapidement à craindre la silhouette sombre, bien que depuis longtemps, Heidi soit le seul membre de la famille à le voir réellement.
Cette histoire sert de base au scénario du film The Haunting in Connecticut 2: Ghosts of Georgia (2013).

### Première saison (2005)
1. Terreur au Lake Club : (The Lake Club Horror)

En 1974, dans la ville de Springfield, IL, une salle de danse et de paradis du joueur est transformée en une discothèque rock'n'roll. Celle-ci devient alors assiégée par de la musique fantomatique, des sons inexplicables, de l'air froid et d'un sinistre avertissement que l'un des nouveaux propriétaires est sur le point de mourir.
2. Summerwind : (The Haunting of Summerwind)

Une famille emménage dans un vieux château du nom de Summerwind (ou Manoir Lamont). La réputation de la région voudrait que le château soit hanté par des esprits, mais la famille, qui ne croit pas aux phénomènes paranormaux, n'y voit aucun problème pour y vivre. Quelques jours après leur arrivée, des phénomènes étranges se produisent : des objets placés à un endroit se retrouvent à un autre de l'immense demeure et la fenêtre, pourtant fermée, est retrouvée grande ouverte quelques minutes plus tard. Un jour, alors que les enfants sont à l'école et le père de la famille parti pour la journée, la mère de famille se retrouve seule dans le château.
Alors qu'elle empreinte l'escalier central et traverse le couloir du premier étage, elle sent du vent s'agiter autour d'elle avant d'entendre une voix caverneuse l'appeler par son nom. Terrifiée, elle redescend au rez de chaussée. Quelque temps plus tard, la père de famille devient de plus en plus macabre, et présente des symptômes inquiétants de possibles pathologies mentales (ou de possession démoniaque ?) qui amène la famille à la conclusion que le château le rend fou et change radicalement sa personnalité. Quelques semaines plus tard, la mère de famille reçoit au château ses amis quand, soudain, une tête sans corps sort littéralement du mûr du séjour et prononce le prénom de la mère de famille.
Terrifiés, ses amis se mettent à hurler, s'enfuient et ne donnent plus jamais de nouvelles. La mère de famille comprend alors que, si même ses amis ont vu des phénomènes paranormaux, le château est bel et bien hanté. Ensuite, l'hiver arrive et le château devient glacial. La brutalité du père de famille s'aggrave au point que la mère retourne vivre, avec ses enfants, chez ses parents et finisse par divorcer de lui. Le père de famille quitte, lui aussi, le château le lendemain et déménage. Le château n'est cependant pas longtemps abandonné, puisque la père de la mère de famille décide d'y retourner, quelque temps plus tard, avant que sa fille ne le vende.
Alors qu'il est à l'étage, il entend des coups de fusils et des cris venant du rez de chaussée. Mais, quand il arrive en-bas, tout est calme et personne n'est là. Pris de frayeur et ne comprenant pas la situation, il s'enfuit au plus vite. Plus tard, la mère de famille, qui maîtrise l'hypnose, décide d'hypnotiser son père pour voir si, par ce biais, elle pourrait découvrir des informations sur le passé du château hanté. Sous hypnose, son père semble être possédé par un esprit qui parle avec une voix similaire à celle que la mère de famille avait entendue quand elle habitait dans le château. Cet esprit leur révèle que c'est lui qui l'a construit, il y a longtemps, a investi dedans et y a vécu.
Il leur apprend également qu'il a caché une copie des plans du château au sous sol et qu'il ne partira que pour l'au-de-là quand elle aura été retrouvée. L'esprit leur décrit, par l'intermédiaire du père de la mère de famille, l'endroit exacte où se trouvent ses plans. Quelques jours plus tard, déterminés à retrouver les plans, le père de la mère de famille et la mère de famille elle-même retournent au château. Ils descendent au sous-sol, mais ne trouvent aucun plan à l'endroit où l'esprit leur a pourtant dit qu'ils sont cachés. Déçus, ils repartent et ne remettent jamais les pieds au château, ne comprenant jamais réellement son passé ni la provenance des phénomènes paranormaux qui s'y produisent. Aujourd'hui, le château, Summerwind, est détruit, depuis les années 1990, et il n'en reste que des ruines.
3. Passage vers l'enfer : (Hell House)

Dans leur nouvelle ferme du XIXe siècle, Bonnie Beckwith et sa famille se sentent surveillées. Lorsque les enfants deviennent la proie des esprits, Bonnie se tourne vers des spécialistes en phénomènes paranormaux. Les phénomènes s'amplifient et Bonnie entre en contact psychique avec un fantôme. Pendant ce temps, les spécialistes constatent l'emprise des esprits sur les occupants de la maison.
4. Marquée par un Mauvais Sort : (Cursed)

Appelée sur une maison abandonnée à Tucson en Arizona, Romie se sent comme si elle a toujours été destinée à être là. Mais, les cauchemars et les temps de réveil se mélangent comme une fusion, menaçant sa santé, elle pose une possibilité craintive de prendre contact avec l'autre monde.
5. Échos d'outre-Tombe : (Echoes from the Grave)

Dans les années 1960, Ron et Nancy ont une famille recomposée avec six enfants, ils cherchent une maison pas trop chère. Quand une femme et son fils leur proposent une vieille maison des années 1920 à un prix modeste. Convaincus que l'achat d'une maison historique est un rêve devenu réalité, Ron et Nancy Stallings vont bientôt apprendre qu'ils sont menacés par des forces invisibles obsédantes qui deviennent de plus en plus intenses — et suggèrent que leur maison est en fait une station entre la vie et la mort. L’expert Hans Holzer tente de les aider.
6. À la Tombée de la Nuit : (Darkness Follows)

Kellie Fontaine et Al Goodwin (nom réel non divulgué) emménagent dans une maison en 1996.
Le diabolique lien psychique entre un meurtrier et sa victime imprègne une maison récemment rénovée de la ville de Montréal. Les nouveaux propriétaires réalisent qu’un malheureux fantôme et l'esprit d'un meurtrier sans-cœur tentent de rompre les liens familiaux, passés et présents.

### Deuxième saison (2006)
1. Visiteurs des Ténèbres : (Gateway to Hell)

Dans la ville Wilder, KY, le musicien Country Bobby Mackey démarre sa propre boîte de nuit dans un vieil abattoir abandonné. Alors que la rénovation va bon train, l'épouse de Bobby Janet et son employé Carl Lawson sont physiquement agressés — par des fantômes. Bobby refuse de croire ces histoires, jusqu'à ce que son ami Doug Hensley fasse des recherches sur l'histoire de la construction du bâtiment et apprenne que deux assassins se sont débarrassés des restes de la victime dans le sol.
2. Diabolique : (The Diabolical)

Marie Potter (identité réelle non révélée) a toujours su que sa fille handicapée mentale ; Julie a la capacité de communiquer avec les entités paranormales. Mais ils semblent plutôt inoffensifs pour elle. Toutefois, lorsque des évènements étranges commencent à avoir lieu, Marie et son nouveau petit ami Chris utilisent une planche Ouija dans une tentative de découvrir avec qui Julie est en communication, par inadvertance, ils finissent par ouvrir une porte d'entrée pour une force démoniaque.
3. L'enfant du Démon : (Demon Child)

Dans l’État du Kentucky (nom réel non divulgué), Jan et Dale Foster, fils âgé de 6 ans nommé Cody, commence à parler à un ami imaginaire, à qui il lui donne le nom de « Man ». À mesure que les semaines avancent, le comportement de Cody devient erratique. Son explosion de colère soudaine laisse croire à Jan à se demander s'il existe une corrélation entre Cody et son nouvel ami. Lorsqu’elle questionne Cody à ce sujet, elle apprend que son compagnon est le fantôme d'un petit garçon assassiné. Puis le comportement de Cody devient déroutant, et Jan soupçonne que quelque chose de plus sinistre est à l'œuvre. Un chaman indien natif américain donne à Jan les outils nécessaires pour débarrasser sa maison d'un démon qui semble posséder l'âme de son fils. À la fin, elle devra affronter entité du mal seule.
4. La Maison de Sallie : (Sallie's House)

Jeune et en amour, un couple du Kansas déménage dans leur première maison. Ils attendent leur premier enfant, mais ils ne s'attendent pas à ce qui se passer. Peu de temps après la naissance du bébé, les lumières et les bougies commencent à s’allumer toutes seules, les jouets et les poupées se déplaçant par leurs propres moyens. Le fantôme d'une fille du nom de Sallie les met en garde qu'un esprit malveillant est tapi dans l'ombre...
5. Fantômes Avides : (Hungry Ghosts)

Sur l'île de Taiwan, beaucoup de gens croient qu'il n'existe pas de frontière entre le monde matériel et le monde spirituel. Les fantômes font partie intégrante de la vie quotidienne. En 1984, lorsque Denis Bishop, après avoir reçu une promotion, emménage avec sa femme et ses filles dans un luxueux manoir dans les montagnes de Yangminshan, ils commencent à voir et entendre des choses qui ne peuvent être expliquées que comme surnaturelles. Pourtant, cette famille bien éduquée refuse de croire qu'il y a des fantômes dans leur maison jusqu'à ce que la plus jeune fille devienne possédée. La famille demande l'aide d'un prêtre taoïste, qui explique que leur maison a été conçue pour responsabiliser les morts et torturer les vivants..
6. Là où les démons habitent : (Where Demons Dwell)

L'année est 1980. Debbie Glatzel et Arne Johnson sont sur le point de commencer une nouvelle vie ensemble dans une nouvelle maison dans le Connecticut. Quand le frère de Debbie, David, âgé de 12 ans, les aide avec le déménagement, il a une terrifiante rencontre avec un vieil homme qui a des sabots pour les pieds. Finalement, le vieil homme se transforme en démon cornu et commence à traquer David et les autres. David est souvent sous les coups de poing par cette entité invisible. La situation dégénère comme le démon possède David à plusieurs reprises pour de courtes périodes de temps. Sa détention est confirmée par un prêtre et une équipe d'enquêteurs paranormaux. David devient de plus en plus violent et doit être exorcisé pour sauver son âme.
7. Le Soldat Fantôme : (Ghost Soldier)

Lorsque Lisa Wilson trouve une photo d'un soldat tué dans la guerre du Viêt Nam, elle devient obsédée par un homme qu'elle n'a jamais rencontré. Elle est convaincue que le soldat mort, nommé Michael, la hante — l’espionnant dans sa propre maison. Lorsque ses deux jeunes filles voient Michael dans leur chambre à coucher une nuit, Lisa se rend compte que ses craintes sont réelles, et cherche l'aide d'un psychique, pour permettre à l'âme de Michael de faire le voyage.
8. La Maison des Morts : (House of the Dead)

À trente-six ans, Billy Bean n'est pas en mesure de mettre les étranges et tragiques évènements de son enfance derrière lui. Dans un effort visant à obtenir un certain apaisement sur les indicibles tourments que lui et ses frères et sœurs ont endurés, il accepte de raconter son histoire sur une émission de radio locale, pour saisir toute l’idée de ce qui a causé la destruction rapide de sa famille 20 ans plus tôt à Glen Burnie, MD. L'histoire commence en 1970, lorsqu’à 7 ans, Billy déménage dans une nouvelle maison avec ses parents, Patricia et Bill, et ses frères et sœurs, Patty et Bobby. Tout le monde est heureux à la maison jusqu'à ce qu'une série d'incidents paranormaux débute pour secouer la famille. En quelques années, Patti, l'aîné, s'enfuit de la maison. Bill devient un père alcoolique et violent et quitte aussi la maison, laissant sa mère pour s'occuper de Billy et son jeune frère Bobby. Comme la vie dans la maison continue à se dégrader, Patricia devient l'objet d'agressions physiques sans relâche par des entités. Quand rien ne fonctionne pour débarrasser la maison des mauvais esprits, la famille a pour seule option de quitter la maison pour ne jamais y revenir.
9. La Forêt des Ténèbres : (Dark Forest)

Dans les années 1970 à Hinsdale (New York) (certains noms réels non divulgués) Clara Dandy et sa famille doivent combattre une légion d'âmes perdues. Leur maison de 100 ans a un réduit qui leur donne une impression bizarre durant la visite. Quelque temps plus tard, la famille emménage, les enfants se promenaient en forêt, Mike et ses amis aperçoivent un homme avec une arme, ils pensent que c'est un fantôme.
10. Frissons en Floride : (A Haunting in Florida)

En Floride Edd & Beth Dunnam (certains noms réels non divulgués) emménagent dans leur maison de rêve en juin 2001, mais ils sont l'objet d'attaque d'un homme invisible.

### Troisième saison (2006)
1. La maison de la peur : (Fear House)

À Union, dans le Missouri, Steven Lachance, un père célibataire, et ses trois enfants emménagent dans une belle et grande maison. Quand ils se trouvent face-à-face avec le surnaturel, ils sont contraints à partir. Peu de temps après, les pensées de Steven ne peuvent pas échapper de la propriété quand il dort la nuit. Dans le même temps, une autre famille a emménagé dans la maison qui subissent les mêmes bruits et les hantises auxquels les Lachance ont dû faire face. Steven vient à leur secours pour les aider avant que le mal qui habite là provoque plus d'ennuis.
2. Terreur cachée : (Hidden Terror)

Mike Speranza et sa petite amie Lisa déménagement dans une nouvelle maison ensemble à Corning, dans le New York. Très vite Lisa devient très triste et entre dans une grande dépression. Michael entend des pas dans la maison et commence à voir des entités fantomatiques. Les esprits dans la maison devenant plus menaçants, et la relation du couple se dégradant, Michael décide de se battre pour sauver sa maison et la relation.
3. Le grenier : (The Attic)

Célina vient de divorcer, elle emménage dans une nouvelle maison avec son fils Gabe, mais très vite, sa sœur Adrienne, chargée de la garde du petit pendant que Celina travaille, sent une présence, les placards s'ouvrent, elle prévient sa sœur que la maison est peut-être hantée.
Le soir même, d'étranges phénomènes se produisent, venant confirmer l'hypothèse d'Adrienne.
4. Déchainé : (The Unleashed)

En 1974, Randy Ervin emménage dans une maison de Standish, dans le Michigan, que son père a rénové. Son père découvre des sépultures indiennes dans le sous-sol. Après réflexion, ils réenterre les sépultures. L'intérêt nouveau de Randy pour le paranormal l'oblige à acheter un livre de sorcellerie. Il essaie, mais rien ne se passe. Il ne sait pas en revanche qu'il a invité certains esprits malveillants. Sa mère et ses petites sœurs viennent vivre avec lui. Plusieurs événements surnaturels se produisent comme des bruits d'ustensiles, pas, jouer de la musique et même un grognement. Puis la mère de Randy est attaqué physiquement, ils déménagent, mais les esprits les suivent. L'esprit commence à tourmenter Randy. On lui suggère d'aller voir une dame qui apaise les gens tourmentés par des esprits. La dame dit à Randy de dire le nom de Jésus. Mais Randy n'est pas en mesure de le dire. Les esprits attaque Randy, le possède et le pousse sur les murs, avec l'intention de le tuer. La dame calme les esprits en montrant un crucifix. Elle suggère à Randy et sa famille d'aller prier dans sa maison. La famille se débarrasser des esprits pour de bon.
5. Le fantôme de Galway : (A Haunting in Ireland)

À Galway, en Irlande, trois générations de la famille Fahey ont vécu dans une maison qui est dans la famille depuis trente ans. Lorsque Martha Fahey donne naissance à une petite fille en 1996, la famille se trouve maudit par des bruits étranges, des objets volants, des ormes qui explosent et des globes mystérieux dont sont bientôt témoins des voisins, amis et membres de la famille. Les Faheys se battent pour protéger leur maison et sont obligés de faire appel à un prêtre pour les aider, mais en vain. Ils appellent Sandra Ramdhanie qui effectue une cérémonie de guérison dans la maison. L'esprit obsédant se révèle être celui d'un bébé né d'une jeune fille qui a été tué par étouffement par le père de la jeune fille car elle n'était pas mariée. La guérison de Sandra est un succès et la maison est nettoyée de l'esprit une fois pour toutes.
6. L'Oublié : (The Forgotten)

En 2003, Avril James, ses deux fils et son fiancé Matt Brody emménagent tous dans une maison de 100 ans dans l'un des charmants quartiers historiques de Salt Lake City. Matt travaille comme entrepreneur et profite de l'occasion pour rénover la maison. En rénovant une partie très mystérieux de la maison, des événements surnaturels commencent à éclater et la famille se retrouvent aux prises avec des plusieurs fantômes. Ils s'avèrent être les esprits de plusieurs enfants retenus prisonniers par l'esprit d'un homme mauvais. Quand Avril et Matt tentent de lutter contre l'esprit du mal, les choses se corsent et la famille sont contraints de quitter la maison. Leur seul espoir est un médium doué qui découvre sombre secret de la maison en ce qui concerne l'homme quand il était vivant.
7. Horreur au Weatsheaf club : (The Wheatsheaf Horror)

Un barman et ses amis employés ont repris l'établissement du Weatsheaf club (ou Weatsheaf pub). Un soir, une cliente leur raconte avoir vu le fantôme d'une fille dans un miroir avant que cet esprit lui apparaissent de nouveau à la sortie des WC, parallèlement le barman et ses employés entendent des bruits de pas inexpliqués à l'étage et comprennent que quelque chose ne tourne pas rond. Ils décident de se livrer à une séance de spiritisme par le biais d'un jeu de Ouija pour comprendre ce qui attire ces entités dans le bar, la séance fonctionne et ils communiquent avec un esprit qui les menace de les tuer avant d'entrer en contact avec un esprit qui demande de l'aide, terrifiés ils mettent un terme à la session spirite.  Quelques jours plus tard, deux voyantes entrent dans le bar et sentent une énergie étrange typique des lieux hantés, l'une des voyantes part en exploration à l'étage du bar et a soudain une vision du passé ou elle voit une petite fille maltraité par un homme violent, elle explique au barman et aux employés que leur bar est hanté par deux esprits différents dont l'un est une fillette et l'autre le fantôme d'un homme violent de son vivant, l'équipe du bar lui confie s'être adonné au spiritisme et la voyante leur apprend que c'est dangereux et que cela attire des forces sataniques, terrifiés l'équipe du bar vivra dans la peur jusqu'à ce que ces voyantes reviennent.  Quelques jours plus tard, lorsque les voyantes reviennent, elles ont une vision de l'endroit ou le corps physique du fantôme de la fillette est enterré et demande à l'équipe de casser un mûr pour le retrouver c'est alors qu'ils tombent sur une mèche de cheveux ce qui les étonne, soudain l'un des employés est possédé par l'esprit de l'homme violent c'est alors que la voyante pratique un exorcisme d'elle-même et parvient à chasser le fantôme ce qui libère également le fantôme de la petite fille. Par la suite les phénomènes inexpliqués cessent.
8. Possédée : (The Possessed)

L'enquêteur paranormal Marie Vogel se retrouve face à des forces démoniaques alors qu'il enquêtait sur une affaire. Elle éprouve d'étranges cauchemars quand elle dort la nuit et trouve des marques sur son corps pendant la journée. Mary appelle son mentor, John Zaffis, l'un des principaux experts paranormaux dans le monde pour la débarrasser du démon essayant de la posséder. Au cours de l'exorcisme, Zaffis découvre l'identité choquante du démon qui a la possession Marie.
9. La Présence : (The Presence)

Sarah Miller, son petit ami, et ses enfants ont déménagé dans une maison hantée. Sarah sent que quelque chose de surnaturel est présent dans la maison et fait peur à ses enfants la nuit. Son copain reste sceptique de tout cela, refusant de croire qu'un fantôme hante la maison. Comme une présence démoniaque tente de prendre le contrôle de la famille, Sarah demande l'aide d'un démonologue religieux, qui prépare un rituel puissant pour éradiquer le mal dans la maison pour de bon.
10. Le monde des ténèbres : (The Dark Side)

Quand Bobby Wilcott et sa femme emménagent dans une maison historique, il devient vite évident qu'elle est hanté par des esprits. Les portes et les fenêtres sont constamment ouvertes toutes seules et l'électricité dans la maison est souvent défectueuse. Après que le couple est essayé de nier une explication surnaturelle, Bobby découvre bientôt que la propriété a été construite sur les ruines d'un ancien cimetière de la famille.

### Quatrième saison (2007)
1. Une colère noire : (Dark Wrath)

Cindy et son mari Jake emménagent dans une nouvelle maison à Caseyville, Illinois. Après que leurs filles découvrent une sombre entité dans le placard de leur chambre, elle finit par posséder Jake qui devient violent envers ses filles. En conséquence, Jake est arrêté par la police et bientôt lui et Cindy divorce. Par la suite Cindy voit une femme décédée dans le miroir de salle de bain et demande de l'aide à un prêtre. Cela irrite l'esprit qui semble devenir plus fort. Cindy se décide enfin à prendre ses filles et quitter la maison. Quelques semaines après le départ de Cindy de la maison, une famille de cinq enfants emménage à son tour. Mais peu de temps après, eux aussi déménagent.
2. L'éveil : (The Awakening)

À Bloomington, dans l'Illinois, Randy et Marcy Wikoff travaillent tous les deux dans l'application de la loi. Après le départ de leur fils pour le Moyen-Orient et un accident de moto devant leur maison, Marcy se retrouve au bord de la crise, notamment depuis qu'elle se retrouve menacé par un esprit maléfique. Marcy fait appel à un guérisseur psychique et spirituel pour la débarrasser de l'entité maléfique de la maison.
3. L'appel : (The Calling)

Jodie Macarthy aménage dans une nouvelle maison avec son mari, ses filles Lisa, récemment divorcée avec un fils Jacob, et Caressa 17 ans, mais rapidement, les membres de la famille sentent une présence, surtout Caressa, la télé s'allume seule, des bruits suspects retentissent jour et nuit.
Au fur et à mesure que les jours passent, Caressa semble être au centre de tous les phénomènes.
4. L'appartement : (The Apartment)

Bill et Marissa Spencer sont un couple nouvellement marié qui achète un appartement à Seattle, dans le Washington. Lorsque le couple se retrouve hanté par des entités fantomatiques qui habitent l'appartement, ils demandent de l'aide à des chercheurs paranormaux qui leur explique que ce n'est pas des esprits qui hantent l'appartement mais plutôt des mémoires résiduelles ce qui est impossible à exorciser, le couple quitte donc l'appartement.
5. Terreur chez les Whitley : (Spirits of the Dead)

Jim et Johanne Withley réalisent leur rêve de longue date quand ils aménagent une vieille ferme pour en faire un ranch. Mais les travaux réveillent une présence maléfique qui ne souhaite que leur départ.
Voyant sa famille se dégrader peu à peu, Johanne est prête à se battre contre ces êtres invisibles qui leur gâchent la vie.
6. L'antre du mal : (Where Evil Lurks)

La famille Shea déménage dans une maison Arkansas. Ils sont confrontés à des événements surnaturels, mais restent sceptiques. Mais bientôt la mère, Jamie, découvre grâce à un bibliothécaire que leur maison est en fait hanté par le fantôme d'un petit garçon. La situation devient incontrôlable quand un accident de voiture se produit impliquant Jamie et sa fille de 11 ans, qui est transporté à l'hôpital. La famille vit des expériences de plus en plus diffiles et appelle des enquêteurs paranormaux à les aider. Ils utilisent une planche de ouija qui leur permet d'identifier l'entité démoniaque qui hante la maison. Elle s'appelle Seth et est capturé sur bande. Un rituel est effectué et Seth est censé avoir été expulsé de la maison. Mais à la surprise de la famille, un autre démon a habité la maison les obligeant à quitter les lieux pour de bon. Une autre famille a emménagé dans la maison peu de temps après, et en entendant la voix du petit garçon, ils n'ont pas rencontré la figure démoniaque qui ont frappé les Sheas.
7. Ensorcelée : (Spellbound)

La famille Walson, une famille de trois enfants, vit dans une maison hantée de l'État de l'Ohio. La question provoque un conflit entre les parents, Sandra et Steven, qui se traduit par le départ de la maison et de la famille de Steven. Sandra et leur fils Gene restant dans la maison, la fascination de Sandra avec le surnaturel commence à avoir un effet sur elle. Lorsque Gene entre dans l'armée, Sandra commence à faire la sorcellerie. Après avoir été déchargé, Gene stoppe sa mère à ouvrir une porte de l'autre côté.
8. Échos du passé : (Echoes of the Past)

En mars 2005, Libby et Seán Johnson se fixe dans une maison usée, abandonnée à Chester, dans le Vermont. Peu de temps après son installation, la famille commence à entendre des bruits étranges pendant la nuit. Ils se rendent compte plus tard que leur présence et leur travail autour de la maison irrite les entités qui y habitent. N'ayant rien d'autre à faire, Libby et Seán se tournent vers Wiccans pour les aider. Le Wiccans aide à faire partir les fantômes.
Cette histoire a été aussi utilisée pour un épisode de Ghost Hunters de la Sci-Fi Channel.
9. Chasseurs de fantômes : (Ghost Hunter)

L'enquêteur paranormal Stacey Jones vit à Syracuse, dans le New York avec son second mari Lloyd et son fils Jamie. Lorsque la famille étudie un cimetière où sont enterrés les corps de plusieurs soldats américains de nombreuses guerres remontant au milieu du XVIIIe siècle (comme la guerre révolutionnaire, la guerre de 1812, la guerre mexico-américaine, la guerre de Sécession, la Guerre hispano-américaine, la Première Guerre mondiale, la Seconde Guerre mondiale, la guerre de Corée et la guerre du Viêt Nam), Jamie est possédé par un esprit et sa vie se dégrade. Il a des problèmes à l'école et commence à avoir une mauvaise attitude. Après avoir pris contact avec le chercheur paranormal John Zaffis, Stacey se rend vite compte que Jamie est possédé par un démon qui ne tarde pas à le frapper physiquement. Un exorcisme est effectué et Jamie est nettoyé de l'entité pour de bon. Au cours de l'exorcisme ils découvrent que le nom du démon est Irritum.
10. Traquée par le mal : (Stalked by Evil)

La famille McCarthy se déplace dans une maison à Corpus Christi, au Texas et se trouve en présence d'une sombre entité qui se concentre sur la fille Caressa. Afin de protéger leur famille, ils changent de maison.
11. La casa de los muertos : (Casa de los Muertos)

En 1974, le guitariste latin-jazz Eddie Benitez se retrouve face à un esprit démoniaque pour la première fois à 14 ans, qui possédait un chauffeur de taxi. Près de trente ans plus tard et après avoir fondé une famille, il déménage dans une nouvelle maison à Tempe, en Arizona, dans l'espoir de reprendre sa carrière musicale, il avait arrêté plusieurs années auparavant. Bientôt, il se trouve une fois de plus confronté au surnaturel pour la première fois en trois décennies, lorsque son fils commence à tomber malade. Un exorcisme est effectué pour se débarrasser l'esprit.
12. Le monstre de l'appartement : (Monster in the Apartment)

En février 2003, à Edmonton au Canada, Morgan Knusson et Bob Lévesque, des collègues de travail, emménagent ensemble dans un nouvel appartement. Bob sort à peine d'un divorce difficile et s'ennuie de ses enfants. Quelques jours après le déménagement, ils sont témoins de phénomènes inexpliqués:bruits de pas, disparitions et apparitions d'objets. Bob dit recevoir le visite de l'esprit d'un petit garçon de 8 ans, Joseph. Le comportement de Bob change et Morgan se sent de plus en plus effrayé chez elle. Elle appelle Lorraine Warren pour lui parler de Joseph. Celle-ci lui dit que Joseph n'est qu'un masque que porte le démon qui s'en prend à Bob. Ne pouvant aider Bob, Morgan décide de déménager. Elle créera l'organisme Entities Seeker après cette expérience avec le monde du paranormal.
13. Fascination : (Legend Trippers)

Toutes les villes ont leurs légendes et Green Lake n'échappe pas à la règle. C'est pourquoi, un soir d'Halloween un groupe d'amis se rendent dans un cimetière au centre de la ville pour faire la lumière sur une légende locale qui refuse de mourir. Selon cette dernière ces lieux seraient hantés. Mais ces adolescents se retrouvent attaqués par des esprits en colère et ils devront affronter leurs plus grandes peurs pour survivre jusqu'à l'aube.

### Cinquième saison (2012)
1. Visions sanglantes : (Blood Visions)

Betty Johnson et sa famille tombent sous le charme d'une maison de campagne dans le Michigan. Bientôt, les nouveaux propriétaires constatent qu'ils ne sont pas seuls. Ils décident de quitter l'endroit lorsqu'une présente surnaturelle décide de s'en prendre à eux. Bientôt, l'aîné de Betty, Brinn, est témoin de visions sanglantes puis agressé. Il s'avère que « l'entité » les a suivies. Avec l'aide de spécialistes, Betty décide de se débarrasser de cette chose.
2. Anges et Démons : (Angels and Demons)

Dans l'État du Maryland, Kathie Sheats désire changer de vie lorsqu'elle épouse son petit ami Brian. Une présence surnaturelle qui s'est réfugiée à l'intérieur de sa maison a d'autres plans pour elle. Avec l'aide d'un prêtre, d'un médium et d'un enquêteur paranormal, Kathie devra exorciser le démon. La femme recevra l'aide inespérée d'un ange.
3. Cauchemar à Bridgeport : (Nightmare in Bridgeport)

Dans le Connecticut, Bob Barker a consacré sa vile à protéger les enfants contre des forces surnaturelles. Il croit avoir tout vu jusqu'à ce qu'il apprend que sa propre mère entend des voix dans sa maison d'enfance. Bientôt, Bob est confronté à un démon qui habite ses rêves. L'homme fera appel à des prêtres, des collègues et un exorciste renommé afin de s'en débarrasser.
4. La maison Allen : (House Of Horrors)

Avec beaucoup d'excitation, le professeur Mark Spencer et sa femme Rebeca deviennent les propriétaires d'une demeure historique de l'Arkansas, la maison Allen. La demeure possède un cachet unique, mais rapidement ils remarquent des événements inexpliqués. Mark apprend que la maison est hantée par l'esprit d'une femme, décédée mystérieusement dans la chambre principale. Déterminé à faire la lumière, Mark fait appel à des enquêteurs et découvre la vérité derrière le suicide de la défunte.
5. Sombres rêves : (Dark Dreams)

Chris Gibbons, un avocat du Michigan, et sa famille pensent avoir trouvé la maison de leur rêve. En pleins travaux de rénovation, un fantôme que seuls les enfants de Chris peuvent voir hante la demeure. Avec l'aide d'enquêteurs paranormaux, de prêtres, de médiums et de chamans, Chris trouvera un moyen de protéger sa famille et d'expulser le mauvais esprit.
6. Maison de rêve : (Nightmare Upstairs)

Une famille emménage dans une grande et vieille maison. Quelques jours après leur arrivée, des phénomènes paranormaux commencent à se produire : des photos posées sur un meuble sont retrouvées quelque temps plus tard renversées à l'envers. Quelques mois plus tard, les deux adolescentes de la famille rentrent du collège et trouvent leur chambre en bazar alors qu'elles l'avaient rangée, puis elles sentent de l'air froid s'agiter tout autour d'elles ; leurs parents ont du mal à être convaincus par ce phénomène et les grondent de ne pas avoir rangé leur chambre. Quelque temps plus tard, une des adolescentes de la famille voit sa sœur de dos dans sa chambre, mais en descendant au rez-de-chaussée de la demeure, elle voit que sa sœur est dans le séjour et qu'elle n'a pas pu être dans la chambre quelques secondes plus tôt, elle pense alors que peut-être une entité paranormale a pris son apparence ; un jour, une des adolescentes a la vision du fantôme d'une petite fille qui la regarde devant sa chambre, la fillette habillée à l'ancienne disparaît, ce qui trouble beaucoup la jeune fille. Un jour, alors qu'elle est seule dans sa chambre, une des adolescentes de la famille voit un esprit bien plus terrifiant que celui de la fillette, il s'agit d'une grande ombre noire qui n'a rien d'humain, cette ombre lui fonce dessus et l'étouffe, heureusement elle survit, mais par la suite refuse de remonter à l'étage. Comprenant enfin que leur maison est hantée, la mère décide de contacter sa sœur qui connaît le passé de la maison pour savoir s'il y aurait pu avoir un meurtre dans la demeure par le passé, pourtant cette dernière lui confie qu'au contraire que la maison est réputée pour être paisible et qu'aucun drame ne s'y est jamais produit, la mère de famille n'y comprend plus rien. N'ayant plus d'autres solutions, la famille décide de faire appel à des chasseurs de fantômes, ces derniers parviennent à capter des enregistrements subtils dont une voix qui prétend être Satan en personne, la famille est vraiment terrifiée, soudain l'une des chasseuses de fantôme est possédée par une des entités qui demande à la famille et aux autres personnes présentes dans la pièce de la laisser tranquille et de partir de la maison ; selon les chasseurs de fantômes, aucun drame ne s'est produit dans la maison et que la maison n'a aucun passé particulier malgré sa vieillesse, ils sont plus partant pour l'hypothèse que cette maison serait une porte entre deux dimensions, et que certains fantômes, anges ou encore démons s'en servent pour entrer dans le monde des humains et qu'en arrivant dans la troisième dimension, ils arrivent dans cette maison car cette maison est justement la porte entre le monde spirituel et le monde physique ; selon ces chasseurs de fantôme, toutes les maisons peuvent devenir après leur construction des portails dimensionnels et qu'il n'y a pas besoin d'un passé macabre pour cela. Malgré l'intervention de cette équipe de chasseurs de fantômes, les phénomènes paranormaux continuent et la famille est contrainte de fuir lorsque les portes se mettront à claquer ensemble et les objets à léviter.
7. Esprits tourmentés : (Back from the Grave)

En Caroline du Nord, Jamie et Aaron se promènent dans le quartier historique de leur ville. Soudain, une entité paranormale décide de les suivre jusque dans leur maison. Bientôt, Jamie découvre que son fils communique directement avec un esprit. En désespoir de cause, elle demande de l'aide à des experts afin que sa famille puisse demeure en sécurité... et saine d'esprit.
8. Intrus indésirables : (The Uninvited)

En 2007, Lynn et Jason Ryder deviennent les nouveaux propriétaires d'un ancien bar appelé Morries. Le bar est rebaptisé « Ryders » après la rénovation, et tout en essayant de gérer une entreprise, heureux avec l'aide du père de Lynn, farces fantomatiques et autres activités surnaturelles se produisent qui a un impact sur le personnel et les clients. Local psychique et spirituelle guérisseur Pam Foi visite le bar et dit Lynn qu'il ya un dangereux démon qui hante la barre. Pam débarrasse du démon par la prière.
9. L'exorcisme de Cindy Sauer : (The Exorcism of Cindy Sauer)

En Georgie, Cindy Sauer, une mère célibataire, réussit tant bien que mal à se remettre sur pied à la suite de la mort subite de son mari. Toutefois, des cauchemars hantent les membres de sa famille. Bientôt, un démon décide de s'en prendre à son corps et à son esprit. Cindy se tournera vers un prêtre afin d'exorciser le démon.
10. Sauvée de la mort : (Death's Door)

Alors qu'elle se remet d'une expérience de mort imminente, Victoria Dane du Nouveau-Mexique découvre qu'elle est attaquée par une entité démoniaque. Elle demande l'aide d'un enquêteur et constate qu'il sera difficile de se débarrasser de cette force obscure.

### Sixième saison (2013)
1. Marqué par le mal : (Marked by Evil)
2. Le puits de l'enfer : (Welcome to Hell)
3. Magie noire : (Black Magic)
4. La maison victorienne : (Haunted Victorian house)

### Septième saison (2014-2015)
1. La vengeance du Démon :
En 2008, deux entités différentes parcourent la propriété d'une ferme de 200 ans, à Franklin, Virginie, terrorisant une famille de trois qui y vit. Une des entités est un ancien esclave nommé Joseph à qui a été donné la propriété de son maître après son affranchissement, tandis que l'autre est un esprit démoniaque. Tiffany McKennan, tente de convaincre son petit ami, Billy Quattlebaum, des entités qu'elle a rencontrées ou détectées dans la maison, mais Billy reste sceptique et ne veut pas ce genre de discours pour influencer sa fille, la Géorgie, qui jouit de la maison. En quelques mois après l'emménagement, l'esprit démoniaque prend le contrôle de Billy et le transforme en une personne colérique. Neuf mois après avoir emménagé dans la maison, la famille contact l'enquêteur paranormal Jackie Tomblin et son équipe pour aider à découvrir l'esprit démoniaque qui habite la maison.
2. L'homme de l'ombre :
À la fin des années 1960, deux frères, Tom et Tim Yancey, rencontrent une entité démoniaque dans les bois environnants leur maison à Lake Worth, en Floride. Pendant quelque temps, ils essaient d'ignorer leur expérience de ce qu'ils ont qualifié de « l'shadowman » et obtenir de leur été. Tim se réveille une nuit pour voir le shadowman rôder près de la fenêtre. Il se réveille à quelques reprises pour trouver sa promenade frère de sommeil. Leur mère, Barbara, éventuellement soupçonne la maison est hantée et tente, mais ne parvient pas, à appeler l'entité en utilisant une planche Ouija. Finalement, un incident terres Tim à l'hôpital. Des années plus tard, Tim devient un enquêteur paranormal. Après de nombreuses années de ne pas voir l'autre, les frères viennent enfin ensemble après Tim achète l'ancienne maison de régler inachevé et de se débarrasser du démon qui hante.
3. Le cas de la famille Rice :
La famille Rice achète une vieille et grande maison aux allures de château forts; mais dans le parc de la maison, le fils de la famille voit à une fenêtre un homme habillé à l'ancienne époque mais ne parle pas de cette vision occulte à ses parents. Quelques jours plus tard, les parents Rice font appel à des ouvriers pour les travaux à faire dans la maison qui est abandonnée depuis de longues décennies, lorsque l'un d'entre eux tombe de l'escabeau en prétendant qu'une main invisible l'a poussé. Par la suite, la famille Rice entend les ouvriers parler entre eux du passé de la maison, selon eux , il y a plusieurs centaines d'années , un homme riche qui était banquier habitait ici avec sa femme mais l'a trompait avec une des domestiques, mais cette domestique est tombée enceinte de lui et pour ne pas provoquer un scandale il l'a assassiné en la jetant du haut des escaliers avant de l'enterrer dans le sable humide du sous-sol. Quelques jours plus tard, le fils de la famille Rice descend dans le sous sol, il a alors une drôle d'impression, soudain alors qu'il marche sur le sable du sous sol, il sent une main lui saisir la cheville et il tombe ; terrifié, il remonte en courant mais ne parle toujours pas de ses impressions étranges à ses parents. Plus tard, monsieur Rice est en déplacement à cause de son travail, madame Rice est seule dans la maison avec son fils ; un soir, elle se sent épier puis elle entend des bruits de pas dans les escaliers centrales de la demeure, pourtant quand elle entre dans la chambre de son fils, ce dernier dort à point fermé depuis de longues heures. Un jour, le fils de la famille invite un ami de son école à dormir à la maison, quand soudain les deux garçons aperçoivent un homme juste devant eux ; terrifié, son ami s'en va en courant de la maison et décide par la suite de couper le contact. Quand monsieur Rice rentre enfin de son voyage professionnel après de longues semaines, madame Rice lui fait part des phénomènes étranges et pense que la maison est peut-être hantée, son mari ne la croit pas et pense qu'elle et son fils ont tout imaginé; pourtant une nuit, monsieur et madame Rice sont mis en lévitation par une puissante force invisible alors qu'ils dormaient avant de brutalement retomber sur leur lit ; à la suite de ce phénomène qui l'a littéralement choqué, monsieur Rice est finalement convaincu. Monsieur Rice doit un jour se rendre dans le sous sol quand soudain il sent du vent s'agiter, il se retourne et voit alors une ombre noir et rouge et s'enfuit en courant, à la suite de cela il doit de nouveau partir pour son travail. Une nuit, alors que monsieur Rice est de nouveau parti et que madame Rice est seule avec son fils, elle entend des bruits de pas sortant du sol pour se prolonger vers les couloirs de la maison, elle sort de son lit et aperçoit une entité démoniaque qui n'a rien d'humain qui ressemble au Diable tel qu'on le dessine, terrifiée et comprenant qu'ils sont en proie à des forces sataniques désormais, elle fuit littéralement la maison avec son fils, sans comprendre ce qui a attiré la démon qui s'est manifesté à la fin.
4. Le mal ne meurt jamais :
À l'été 2009, Jennifer Welborn et son petit ami Jamie se déplacent dans un manoir millions de dollars à Pensacola, en Floride, par la baie Escambia avec deux filles adolescentes de Jennifer Candace et Lauren. Deux semaines après avoir emménagé dans la maison, Jennifer remarque les photos sur les murs suspendus la tête en bas et voit le fantôme d'un homme à la regarder à travers la fenêtre de la cuisine, un jour prochain. Elle croit que la maison est hantée, mais Jamie n'est pas convaincu. Jennifer éventuellement parle à ses filles de son expérience et apprend qu'ils traversent semblables et est soulagée qu'elle ne va pas fou. Jennifer appelle enquêteur paranormal Toni Tally à jeter un œil à travers la maison. Toni voit le nom "HAL" écrit sur le miroir de salle de bain et voit une ombre debout à côté de lui. Dans la cour, Toni a une vision d'esclaves accroché des arbres. Toni est venu à la conclusion que « Hal » était le propriétaire de l'esclave de ces esclaves. Plusieurs semaines plus tard, après le nettoyage, « Hal » revient une nuit et attrape Jamie sortir du lit. Effrayé et en colère, Jamie saisit un fusil et les commandes à l'esprit de se montrer, maintenant convaincu de la maison est hantée. Toni vient en aide à la famille une fois de plus se blesse dans le processus. L'incident l'a amenée à cesser de faire le nettoyage maison tout à fait. Jennifer et Jamie envisager de passer, mais il est pas jusqu'à ce que Lauren rencontre plus tard, l'esprit et est rayé, la famille a finalement échapper à la maison.[style à revoir]
5. l'arche du mal :
En octobre 2011, Amelia et Calvin Braddy se déplacent dans une maison du XIXe siècle à Hampton, Tennessee. Ils sont les parents de deux jeunes enfants, de cinq ans, Sarah et un ans Chelsea. Un matin, Amelia entend des bruits et regarde autour, mais ne trouve rien qui est à l'origine. Quelques jours plus tard, la plinthe est ensuite mystérieusement arraché le mur dans la chambre des filles provoquant des étincelles et de la fumée. Après les pompiers viennent, l'un d'eux dit Amelia sur l'histoire à la place comment une mère accidentellement provoqué un incendie qui a tué, elle et ses trois enfants d'une décennie plus tôt. Sarah commence alors à parler de «amis imaginaires» qui lui font peur rapidement, qui se révèlent être l'esprit des enfants qui ont été tués. Calvin rencontre l'entité alors qu'il est seul dans la maison, mais il garde pour lui. Il revient plus tard sucent la vie de Calvin pendant qu'il dort. Après plusieurs incidents, Amelia appelle enquêteur paranormal Rob Phillips, qui vit dans les environs de Jonesborough, Tennessee pour les aider. Lui et son assistant Kathy Shephard découvrir que la maison était une maison à mi-chemin pour les prisonniers de sexe masculin dans les années 1920 et un homme a été abattu à l'extérieur sur le porche. Un jour, alors que Calvin et Amelia emballent près à quitter la maison. Soudain le claquement des portes et fenêtres se fait entendre et les esprits essaient de les enfermer, en essayant de les piéger dans la maison. Heureusement Calvin et Amelia courent hors de la maison à la sécurité.
6. Le démon en moi :
En 2003, un jeune adolescent, du nom de John Jr Drenner, se promène en forêt avec sa sœur lorsqu'il découvre une cabane abandonnée dans laquelle se trouve une bible satanique. Terrifiés, John et sa sœur partent en courant. Peu après, John commence à avoir un comportement étrange : lorsque les deux adolescents sont chez leur grand-mère, ce dernier parle dans une autre langue. Par la suite, la nuit, il a régulièrement des visions terrifiantes d'une créature humanoïde, mais au visage de bouc, rempli de sang, qui a tout l'air d'un démon, si ce n'est du Diable lui-même.
Ses parents, voyant son comportement de plus en plus étrange, prennent rendez-vous chez un psychiatre qui pense que John souffre de terreurs nocturnes, bien qu'il ne puisse l'affirmer. Un jour, lorsque John invite deux amis du collège, ils se livrent à une séance de spiritisme par le biais d'une planchette Ouija afin de demander au démon d'arrêter de tourmenter John, mais la séance échoue et le verre censé pointé des lettres reste immobile. Il a cependant, le soir même, une vision aussi terrifiante que les précédentes : il se voit attaqué par ce démon et attend que la vision se finisse sans pouvoir agir.
John grandit et les visions du démon continuent nuit après nuit. À l'âge adulte, épuisé des attaques démoniaques qu'il subit depuis plusieurs années, il tente de mettre fin à ses jours, mais n'y parvient pas. Il finit par se rendre chez un exorciste qui lui confirme qu'il est bien la cible d'attaques venant de forces maléfiques et accepte de l'exorciser. Après son exorcisme, ses vieilles visions cessent. John décide alors d'aider les autres qui seraient victimes du Démon, comme il l'a été par le passé jusqu'à son exorcisme.
Quelque temps plus tard, il doit accomplir une autre tâche : celle de sauver son ami d'un autre cas grave de possession démoniaque (présenté ci-dessous dans l'épisode 14 : La Malédiction de la Momie).
7. Jeu d'enfant :
En été 2013, les Cupit emménagent dans une grande maison à Grennbrier en Arkansas; en arrivant dans la maison Chris (la père de famille) sent la présence fantomatique rassurante de sa grand-mère et pense que la maison est hantée par cet esprit qui les protègent; mais lors d'une prière et d'une récitation de la Bible, Roseann (la mère de famille) se sent observé comme si quelque chose lui voulait du mal mais elle met cela sur le compte de son imagination fertile; la nuit tombée, Roseann a la même impression et sent même du vent qui s'agite autour d'elle, alors qu'elle regarde derrière elle , elle aperçoit un esprit terrifiant qui ressemble à une bête humanoïde qui se met à hurler, mais elle met de nouveau cela sur le compte de son imagination et de son appréhension face à cette grande maison. Les esprits semblent ensuite vouloir entrer en communication avec Brittny (la petite fille de la famille) lorsque celle-ci entend la voix de l'esprit de la grand-mère de son père, mais une nuit, elle se réveille en sursaut lorsqu'elle aperçoit devant elle la bête humanoïde qui grogne, elle parvient à s'enfuir de sa chambre et raconte son expérience à ses parents, sa mère qui a vécu la même chose sans en parler commence à la croire. Les nuits suivantes, l'esprit terrifiant revient tourmenter Brittny allant jusqu'à jeter de lui-même sa couverture au sol; quelques jours plus tard, Justin (le fils de la famille) voit des portes s'ouvrirent et se fermer seules, en arrivant devant un miroir il voit l'esprit diabolique et a tout d'un coup mal au dos, ses parents lui apprennent que son dos est en sang et rempli de griffures, la famille décident de faire appels à Wesley et Mélissa, des chasseurs de fantômes à la suite de ce phénomène de trop. Wesley parvient à capter une voix en enregistrement qui  parle en latin et qui menace de détruire la sécurité des deux enfants, quant à Mélissa , elle sent que la maison est  bien hantée  mais par un bon esprit et par un mauvais esprit. Les enquêteurs livrent leur conclusion finales en apprenant que le cas est trop grave car la maison est hantée par la grand-mère de Chris mais aussi par le Démon et qu'il faut faire appel à des prêtres exorcistes pour chasser le Démon, c'est alors que Roseann leur apprend que quand elle avait 14 ans, elle était fascinée de paranormal et s'est livré à une séance de Ouija qui a fonctionné, Mélissa comprend Roseann est entrée par le Ouija en communication avec le Diable et que ce dernier s'est greffé à elle depuis ce jour-là et a attendu le bon moment pour se manifester, à la suite de leur déménagement. Roseann s'en veut que sa petite séance de Ouija à l'adolescence est fait du mal des années plus tard à ses enfants. Mélissa leur apprend que selon elle, le Démon veut posséder Brittny et remet donc une médaille à la fillette pour la protéger des attaques sataniques. Quelques mois plus tard, l'exorciste arrive à leur maison et commence son rituel quand les lumières se mettent à vaciller et les meubles à trembler, quant à Chris il est victime d'une attaque et est projeté par une force invisible au sol, finalement l'exorciste parvient à chasser le démon des lieux et la famille entend comme une explosion lorsque ce dernier s'en va. Les Cupit peuvent retrouver leur vie d'avant et il ne reste que le bon esprit de la grand-mère de Chris qui veille sur eux.
8. Esprit en furie :
À l'automne 2008, Alicia et Scott Cain se déplacent dans une maison de quatre chambres à Brookville, Ohio avec leurs trois enfants. Les hantises commencent six mois plus tard quand Alicia entend des bruits assourdissants. Un après-midi, elle trouve sa fille Marissa parler à un "ami imaginaire" nommé Jacob qui a un frère nommé Steven, les deux garçons portant des sacs sur leurs têtes. Elle raconte Alicia que les garçons ont été pris dans un feu et ont été brûlés vifs. Alicia est convaincu que la maison est hantée et fait de la recherche des propriétaires précédents et vient à travers d'info à partir de 1865 qui prennent en charge ce que Marissa lui a dit. Alicia va parler à un voisin qui lui dit que quelqu'un a été assassiné là. Alicia obtient un article sur l'assassiner et apprend que dans les années 1980, un homme avait tué sa femme. Les enquêteurs paranormaux viennent pour capturer des voix. Ils appellent un prêtre, Allen Dershem, qui nettoie apparemment la maison. Tout est normal jusqu'à une semaine plus tard, quand Alicia trouve une trace de sang menant à la chambre de Marissa et la retrouve avec un grand saignement de nez. La famille continue à vivre dans la maison jusqu'à ce qu'ils soient financièrement en mesure de se déplacer. Ensuite, les enquêteurs paranormaux espèrent revenir pour effectuer un exorcisme.
9. Cauchemar à Attic :
En 1983, Jesse et Carol Fox et leurs deux enfants, de dix-sept ans, Marie et huit ans Wesley, se déplacent dans une nouvelle maison à Lowell, Arkansas. Mary, une baisse au secondaire, rencontre d'abord l'esprit tandis que le matériel déballage. En allant sur un vélo, Wesley se heurte à deux filles qui lui disent que sa maison est hantée. Wesley ne les croit pas, mais un jour, alors que lui et sa nièce Christy enquête sur le sous-sol, ils viennent à travers de vieilles chaussures qui se déplacent sur leur propre. La maison a une histoire de meurtres et de suicides, mais aucun des résidents dira les renards de leur maison. Carol entend des bruits assourdissants pendant plusieurs nuits et accuse Marie de leur causer, provoquant leur relation de devenir un conflit. Mary rêve d'un rituel de sacrifice païen dans sa chambre, avec cinq personnes en robes de tuer un bébé. Elle et Wesley rencontrer différentes entités; Marie voit un vieil homme qui a été tué, et Wesley voit un démon peau de lézard. Lors d'une réunion de famille, Carol révèle qu'elle a entendu des voix en colère dans la salle. La famille tend la main à leur ministre qui est sceptique quant à eux être hanté, mais leur dit de croire en Jésus pour le confort. Contacts Jesse sa sœur, également nommée Marie, pour les aider. Elle et Mary découvrir un pentagramme sous un tapis dans la chambre de Marie. Tante Marie sent que le démon essaie de contrôler la jeune Marie. La famille remballer et de quitter la maison immédiatement, si Marie ne veut pas aller de plus en plus un attachement important à la maison. Deux ans plus tard, la maison est démolie et plusieurs années après, la famille fait de la recherche et apprend que les rumeurs de meurtres et des rituels qui y est arrivé sont en fait vrai.
10. La forme du mal :
En septembre 2006, Jay Yaple déplace sa famille dans une maison de la fin du XVIIIe siècle à Enfield, Connecticut. Sa femme Elka détecte quelque chose d'étrange à propos de la maison. Il est pas jusqu'à sept mois plus tard, les hantises commencent à se produire. Jay et Elka entendre gratter avis dans les murs; Jay douter est les enfants du quartier, mais ne peut pas voir quelqu'un près de la maison. Plusieurs jours plus tard, le couple se réveille d'entendre un bruit statique dans leurs moniteurs de bébé et une voix féminine vient soudainement en disant "Vous allez tous mourir». Leurs filles jumelles commencent à communiquer avec un «ami imaginaire" qui ils appellent Casey. Après plusieurs incidents, Jay fait de la recherche à l'hôtel de ville et vient à travers une longue histoire de meurtres, les suicides et les morts accidentelles ont eu lieu dans la maison. Il invite d'abord un groupe à but non lucratif des enquêteurs paranormaux pour les aider. L'un d'eux obtient possédé et un autre est jeté contre un mur. Plus tard, Jay se réveille pour trouver "Casey" sucer la vie hors de lui, qui se transforme alors en une créature bestiale. Jay appelle finalement un évêque qui nettoie avec succès la maison, il revenir à un état de paix. Le démon renvoie cependant, mais les Yaples sont coincés dans la maison jusqu'à ce qu'ils puissent le vendre.
11. Piégés :
En 2013, Stephen McDade et sa petite amie, Taylor Jones, déplacés dans un tour de la maison centenaire avec leur fille en dehors de Cincinnati, Ohio. Aucune activité paranormale a été infligée jusqu'à la mère aliénée de Mme Jones est arrivé et leur a dit leur maison était hantée par une jeune fille et son tueur. Après la mère a quitté, l'activité paranormale a commencé survenant sur une base régulière. Les chercheurs ont supposé que la maison était hantée par une jeune fille et son tueur qui de suicide présumés être commis. En fin de compte, Stephen appelle enquêteurs paranormaux qui sont en mesure d'aider traverser les esprits plus dans l'au-delà.
12. Une porte vers l'inconnu :
Au printemps de 2009, une mère et son fils se battent un démon vicieux qui habite un ancien artefact. Anita et Chris Intenzo sont hantés par une entité démoniaque prétendument attaché à un artefact péruvienne appartenant à Anita défunt ami Paul qui était un archéologue. L'artefact a été volé dans une fosse, éventuellement de la Culture Nazca. Lorsque l'artefact est mis dans leur maison sur Stanton Drive à Havertown, Pennsylvanie, activité paranormale intense commence. La maison a été construite dans les années 1940 sur le dessus de la fondation d'une ferme victorienne où John Stanton a assassiné sa femme et brûlé son corps. La maison a été béni si l'activité mineure continue à ce jour.
13. Brasier infernal :
Dans la petite ville de Bagley, Iowa, une famille de quatre: Craig et Kimberly Atkins et leurs deux jeunes filles, se déplacer dans une ferme en 2013. Il a été initialement détenue par la grand-mère de Craig Linda qui le vend à eux à un prix bas après son mari est décédé. Quelques jours plus tard, fille de quatre ans du couple Cheylin a fait un nouvel ami "imaginaire" nommé Jacob. Kimberly remarque et devient suspect quand sa fille lui décrit en détail. Elle et Craig se réveiller la nuit pour voir ce qu'ils croyaient être un intrus dans la maison. Le gars ruisselle et est introuvable. Craig change toutes les serrures. Un jour, la chambre des filles est détruit. Kimberly sent que l'homme qu'elle a vu dans la maison était un fantôme. Alors que Craig et Kimberly étaient dans la cuisine, une casserole se déplace tout seul et vole à travers la pièce a failli heurter Cheylin quand elle marche dans. Craig et Kimberly aller à une bibliothèque pour tirer vers le haut des dossiers sur la propriété et d'apprendre à partir d'une femme âgée qu'une chimique l'usine se trouvait autrefois où la maison est. Il a brûlé et on ne savait pas comment ça a commencé. Trois hommes ont perdu la vie et un des travailleurs qui est mort, a été nommé Jacob. Après une tentative de funérailles et maison de nettoyage de mettre Jacob en paix échoue, la famille quitte définitivement la maison.
14. La malédiction de la momie :
Un jeune garçon part en promenade scolaire dans un musée sur l'Antiquité avec sa classe, quand il tombe sur une momie conservé depuis des milliers d'années, le jeune garçon est soudainement prit d'un sentiment de terreur absolu sans comprendre pourquoi et s'enfuit du musée en courant sans attendre ses camarades. La nuit suivante, le jeune garçon fait un cauchemar étrange, il rêve de la momie qu'il a vu dans la journée et voit des insectes sortir de sa bouche , il se réveille en sursaut et croit entendre des bruits de pas dans sa chambre avant d'apercevoir pendant un instant une créature ressemblant à un démon, ça le trouble énormément. Il en parle à sa mère et cette dernière pense que la maison est peut-être hantée car son père (le grand-père du jeune garçon) y vivait il y a une trentaine d'années et était un homme violent , elle pense que sa mémoire crée des phénomènes étranges dans la maison. Quelques jours plus tard, alors qu'il est seul à la maison, le jeune garçon voit une porte se claquée violemment d'elle-même, il monte à la salle de bain et aperçoit dans le miroir la créature qui semble être un esprit démoniaque qu'il a aperçu dans sa chambre quelques semaines plus tôt. Le garçon grandit et quitte bientôt le domicile familial pensant que son cauchemar avec cette entité est terminée, un jour il parle de son expérience paranormal avec un ami qui a aussi vécut dans une maison hantée par un démon (voir l'épisode : le démon en moi). Quelques semaines plus tard, le garçon doit rentrer chez lui et appréhende de revoir l'esprit démoniaque qui lui a gâché son insouciance d'adolescence; un soir alors qu'il est rentré chez lui, il a une vision du passé d'une femme de l'Antiquité qui semble faire un rituel pour le dieu Sobek, dans sa vision elle répète sans cesse son nom pour accomplir son rituel qui semble occulte, il décide de faire des recherches sur ce nom et comprend qu'il s'agit d'un dieu antique qui avait la réputation d'être souvent colérique et qui était vénéré il y a des milliers d'années par des occultistes pour obtenir le pouvoir; par la suite, le dieu Sobek (qui est donc l'esprit qui le tourmente depuis toutes ces années) prend possession de lui et change son comportement, il devient violent , agressif et colérique; son ami qui a aussi vécut des expériences paranormales, comprenant qu'il est possédé par un esprit, décide de l'emmener chez un exorciste, l'exorcisme fonctionne, la possession et les phénomènes paranormaux de longue date cessent. Le garçon comprend alors que la momie qu'il a vu était celle d'une femme occultiste qui vénérée Sobek et que ce dernier était encore attaché à elle.
15. Conjurer le mal :
Un adolescente pratique la magie avec une amie dehors dans le jardin. Après cette expérience elles vont voir une forme humaine dans la chambre de la grand-mère et le démon va s’en prendre à celle-ci. Un matin la mère de la jeune fille va retrouver sa mère par terre pleine de bleus et de coupures, celle-ci sera amenée à l’hôpital, elle fera appel à des enquêteurs en phénomènes paranormaux pour faire partir le démon.
16. Pièce secrète :
Après qu'une famille découvre une pièce secrète au passé inquiétant dans leur nouvelle maison, un fantôme devient furieux et tente de les chasser par tous les moyens possibles.

### Huitième saison (2015-2016)
1. Heartland Horror :
À Stockport, dans l'Iowa, un jeune homme de seize ans nommé Nolan Lydolf a un don spécial depuis l’âge de six ans ; il peut voir les esprits. Sa mère Jacque a également un don, mais plus d'un type ressentiment. Son père Dennis n'a pas de capacités du surnaturel et est sceptique sur tout cela. Un jour, la famille voyage à Branson, Missouri, visite à travers une ville fantôme présenté par Wesley et Melissa Fox. Après le retour de la famille à la maison, Nolan et sa petite amie Angela remarquent l’esprit d'un garçon qui entre dans sa chambre pendant qu'ils regardaient un film. Une nuit, l'esprit du jeune garçon le griffa. Un matin, Jacque a des éraflures sur son bras. Dennis se rend compte qu'il y a une activité paranormale. La hantise est démoniaque.
2. Mind Control :
En mars 2012, Amanda Morrison vient dans un foyer de soins à Holly, Michigan, pour rendre visite à son vieux père. Il ne semble pas la reconnaître à cause d'une maladie qui a altéré son cerveau en raison d'années d'alcoolisme. Pour payer ses soins, Amanda lui apprend que sa maison va être vendue. William saisit la main d'Amanda en réponse mais ne dit rien. Deux semaines plus tard, Amanda et son mari Nate viennent à la maison pour y travailler avec leurs deux enfants. Amanda découvre des livres de sorcellerie et un collier de serpents. Une foi la maison nettoyée, Amanda retourne voir son père qui lui reproche de l'avoir mis là et lui demande de sortir de sa maison. Un jour, Nate passe l'aspirateur et voit une grande ombre sous une forme humaine qui émerge du plancher derrière lui. David, le fils, trouve et garde un collier en souvenir ce qui déchaîne une entité sombre dans la maison.

### Neuvième saison (2016-2017)
9. Cauchemar Réel :
Une femme fait le même cauchemar depuis l'enfance: elle est poursuivie par une vieille sorcière; quand celle-ci s'en prend à ses proches, la femme comprend que l'entité n'est pas que le pur produit de son esprit.
10. Sortilège malfaisant :
Un jeune couple attend un enfant, mais ne parvient pas à se réjouir de l’événement pourtant heureux. En effet, il semblerait qu'une sorcière ait invoqué un démon pour faire du mal à l'enfant à naître.

## Enquêteurs paranormaux
William G. Roll, Ed et Lorraine Warren, Hans Holzer (1920-2009), Richard Paul Musano